# 小厉铁路
小厉铁路是汉丹铁路和宁西铁路之间的一条联络线，连接小林站和厉山站，中间设置草店镇站、殷店站、高城站。全长70公里，全线位于湖北省随州市境内。2006年8月5日开通。